# Franciszek Mosiński
Franciszek Marian Mosiński (ur. 17 września 1946 w Wieleniu nad Notecią) – naukowiec, którego obszar zainteresowań obejmuje obszary naukowe: technika wysokich napięć ze szczególnym uwzględnieniem wytrzymałości elektrycznej i diagnostyki izolacji transformatorów energetycznych, ekologiczne oddziaływania infrastruktury elektroenergetycznej, metody statystyczne w elektrotechnice.
Wykształcenie: Zasadnicza Szkoła Górnicza (1963) i Technikum Górnicze (1966) ze specjalnością technik górnik elektryk, w 1972 ukończył studia ze specjalnością Maszyny elektryczne na Wydziale Elektrycznym Politechniki Łódzkiej. W tym samym roku podjął pracę na tymże Wydziale, gdzie przeszedł wszystkie szczeble zawodu nauczyciela akademickiego od asystenta stażysty do profesora zwyczajnego. Doktorat obronił w roku 1976, Pracę habilitacyjną w 1986 zaś tytuł profesora uzyskał w roku 2001.
Podstawowe osiągnięcia naukowe w dziedzinach którymi się zajmuje to:
- autorstwo lub współautorstwo 23 książek i monografii,
- oryginalne ekspertowe programy numeryczne MOSTAT, ZEFIREK, DINO (Diagnostyka Instrumentów Napełnionych Olejem) i DTR (Dynamic Transformer Rating) dla potrzeb diagnostyki izolacji transformatorów energetycznych, z własnymi oryginalnymi rozwiązaniami i własną metodą diagnostyczną,
- dziesiątki diagnoz i ekspertyz z zakresu izolacji transformatorów lub zagadnień ekologicznych,
- udział w procesach inwestycyjnych w zakresie Ocen Oddziaływań Środowiskowych.

Prof. Mosiński opublikował ogółem około 230 monografii, artykułów i referatów oraz około 400 niepublikowanych prac dla przemysłu, ekspertyz, opinii, recenzji, etc.. Wypromował dziewięciu doktorów nauk technicznych. Pełnił funkcję Kierownika Zakładu Wysokich Napięć Instytutu Elektroenergetyki PŁ od 1999 r do 2016 r. Jest członkiem honorowym i długoletnim działaczem SEP.